# 쿠웨이트의 국장

쿠웨이트의 국장

쿠웨이트의 국장은 1962년에 제정되었다.
국장 가운데에 그려진 원에는 범선과 파란색과 하얀색 바다물결무늬가 그려져 있으며, 원 위에 있는 하얀색 리본에는 쿠웨이트의 공식 명칭인 "쿠웨이트국" ("دولة الكويت", "Dawlat al-Kuwayt")이라는 문구가 아랍어로 쓰여져 있다.
국장 아래에는 쿠라이시의 매라고 부르는 금색 매가 날개로 원을 감싸고 있으며, 매 모양의 디자인 아래에는 쿠웨이트의 국기 문양의 방패가 그려져 있다.

## 같이 보기
- 쿠웨이트의 국기